# 徐世友
徐世友（1959年—），湖北襄樊人，汉族，中华人民共和国政治人物、第十一届全国人民代表大会湖北地区代表。
湖北襄樊市政管理处排水管理所职工，是中共党员。2008年起担任全国人大代表。